# Mediophyceae
Mediophyceae é um grupo de algas diatomáceas, também designadas por "centrais polares". O grupo é geralmente considerado ao nível taxonómico de classe.

## Descrição
Este agrupamento taxonómico de diatomáceas constitui um grado evolutivo intermédio entre as diatomáceas Centrales radiadas (Coscinodiscophyceae), que são mais antigas, e as diatomáceas Pennales que evolutivamente são posteriores.
A sua morfologia é intermédia entre estes grupos, pelo que é radial-bipolar, e a estrutura e ornamentação da valva estão geralmente dispostas em torno de um ponto central da teca, com alguns casos a disposição ser em relação a dois, três ou mais pontos (valva gonióide) de maneira que aparecem valvas circulares, bi-angulares, triangulares ou poligonais.

## Taxonomia e sistemática
Segundo a base de dados taxonómicos AlgaeBase, o agrupamento divide-se nas seguintes subclasses e ordens:
- Subclasse Biddulphiophycidae Round & R.M.Crawford
  - Biddulphiales Krieger
  - Bilinguales Nikolaev & Harwood
  - Briggerales Nikolaev & Harwood, Nikolaev & Harwood
  - Toxariales Round
- Subclasse Chaetocerotophycidae Round & R.M.Crawford
  - Anaulales Round & R.M.Crawford
  - Chaetocerotales Round & R.M.Crawford
  - Hemiaulales Round & R.M.Crawford
- Subclasse Cymatosirophycidae Round & R.M.Crawford
  - Cymatosirales F.E.Round & R.M.Crawford
- Subclasse Thalassiosirophycidae Round & R.M.Crawford
  - Eupodiscales V.A.Nikolaev & D.M.Harwood
  - Lithodesmiales Round & R.M.Crawford
  - Stephanodiscales Nikolaev & Harwood
  - Thalassiosirales Glezer & Makarova

## Galeria

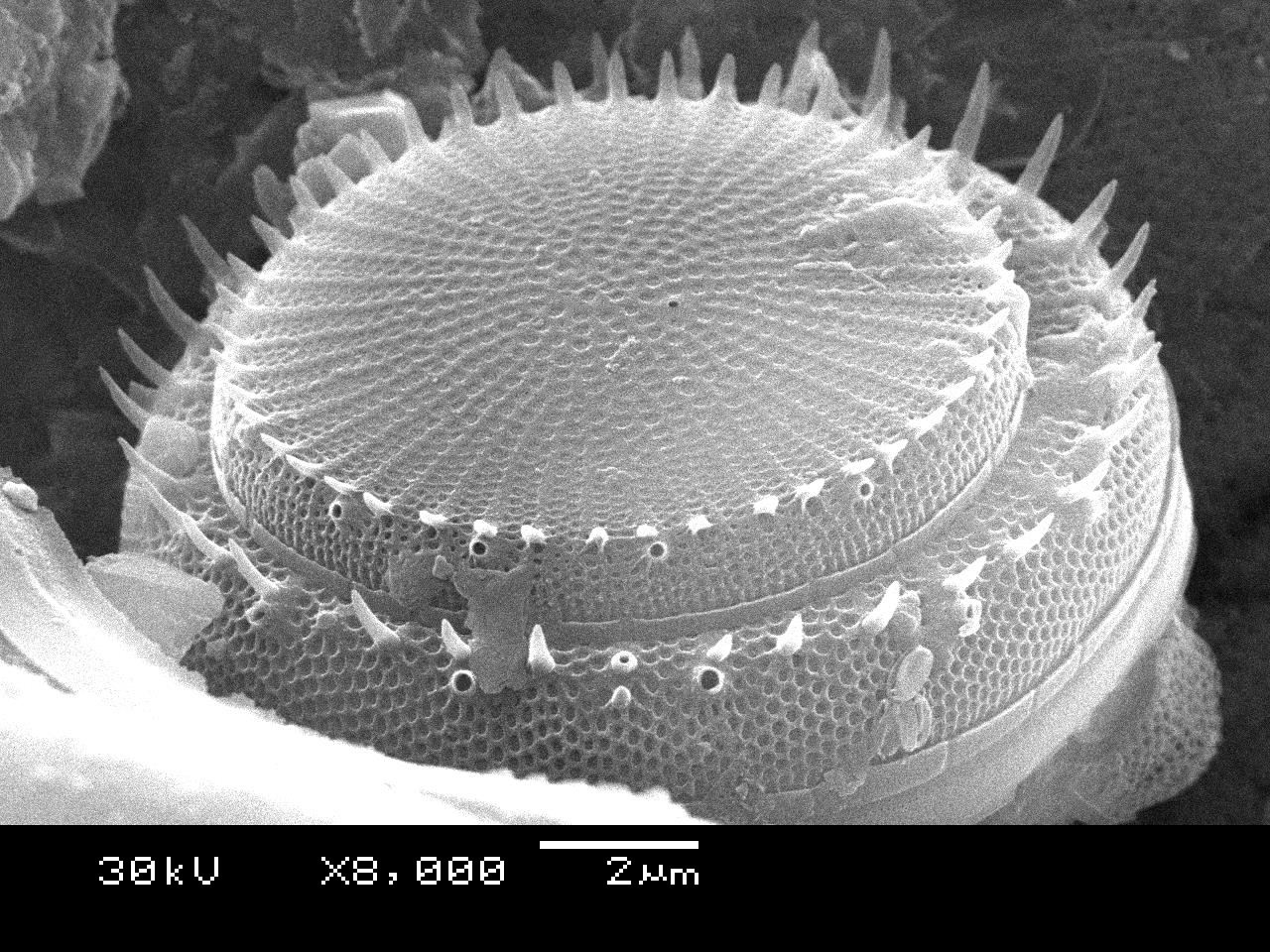
Stephanodiscus.
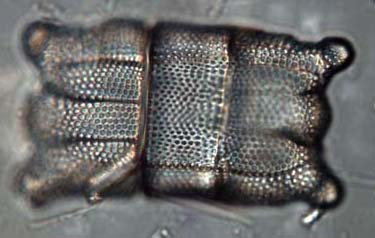
Biddulphia.
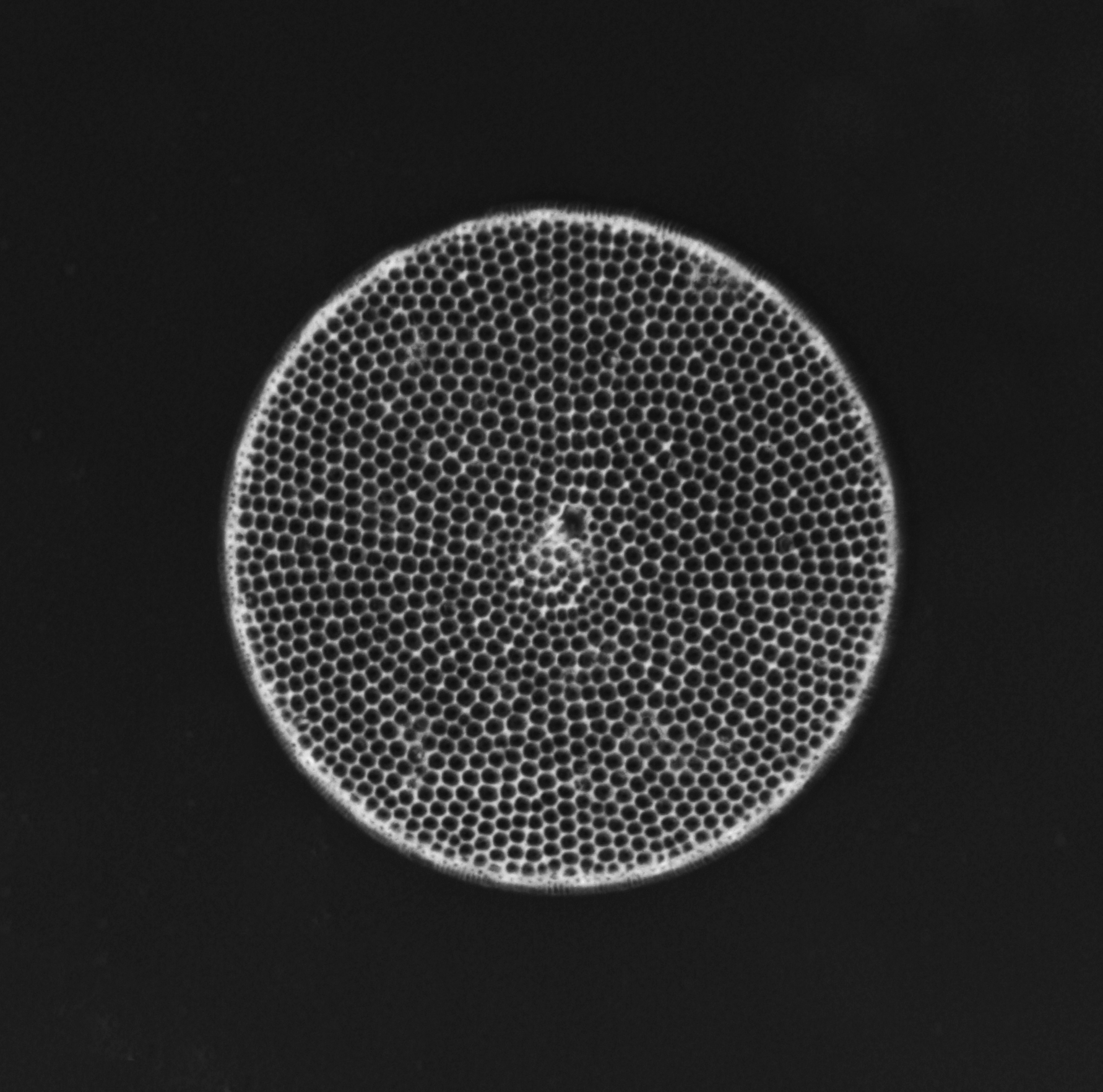
Thalassiosira fóssil.
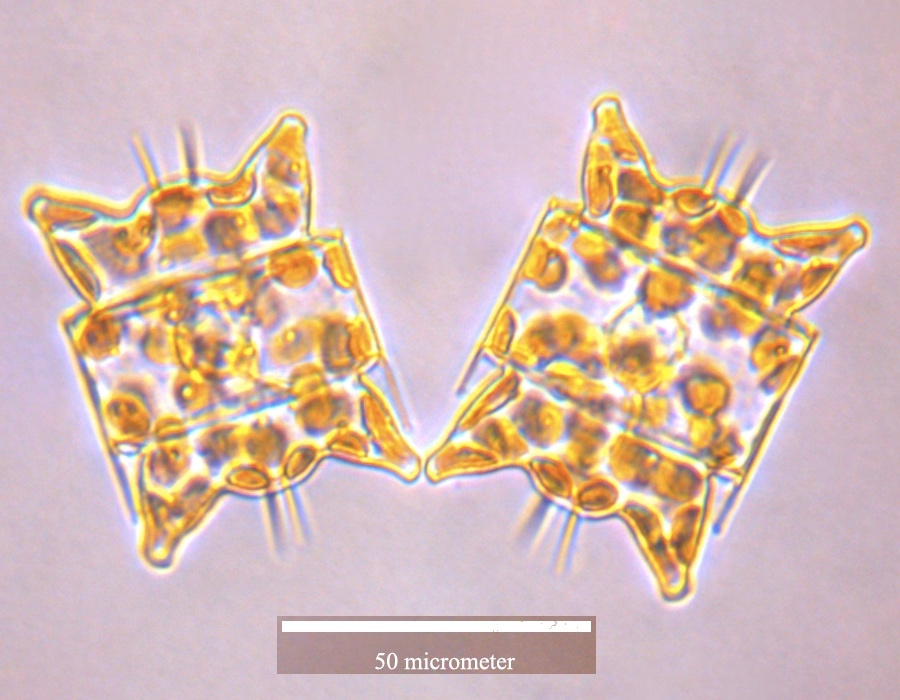
Odontella.
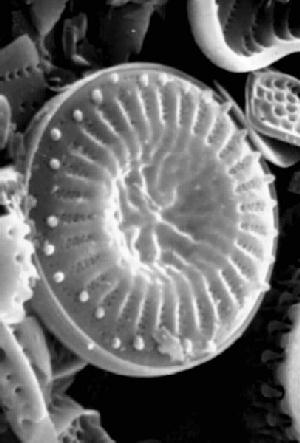
Cyclotella.
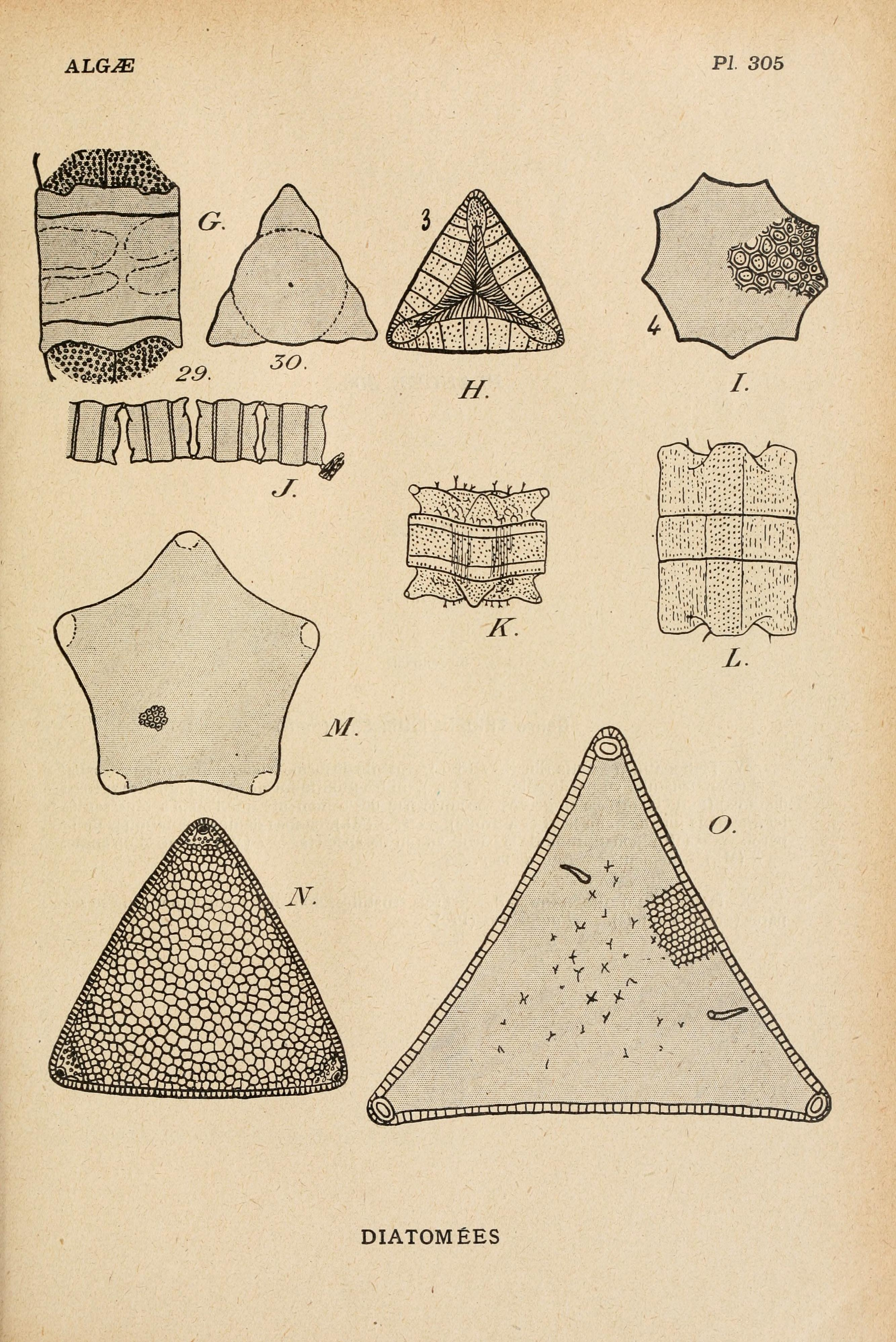
Ilustrações de 1825.